# دهه ۱۲۳۰ (خورشیدی)
۱۲۳۰ هزار و دویست و سی اُمین سال هجری خورشیدی سالی عادی است.